# Новоукраїнка (Гайсинський район)
Новоукраї́нка - село в Україні, у Чечельницькій селищній громаді Гайсинського району Вінницької області. Населення - 2-є мешканців.  Площа - 516 000 кв. м, тобто, 3.88 осіб/кв. км. Розташоване за 5 км від села Попова Гребля.

## Населення

### Мова
Розподіл населення за рідною мовою за даними перепису 2001 року:
| Мова       | Кількість | Відсоток |
| ---------- | --------- | -------- |
| українська | 10        | 90.91%   |
| російська  | 1         | 9.09%    |
| Усього     | 11        | 100%     |

## Історія
Село утворене в 1928 р. під час становлення радянської влади в с. Попова Гребля шляхом переселення частини мешканців вищеозначеного села на нове місце. В найкращі часи мало близько 100 дворів. Наразі в селі мешкають 2 особи (одна сім'я), більшість будівель давно зруйновані, 2-3 стоять пустками і поступово руйнуються. 
12 червня 2020 року, відповідно розпорядження Кабінету Міністрів України № 707-р «Про визначення адміністративних центрів та затвердження територій територіальних громад Вінницької області», село увійшло до складу Чечельницької селищної громади.
17 липня 2020 року, в результаті адміністративно-територіальної реформи і ліквідації Чечельницького району, село увійшло до складу Гайсинського району.

## Сільське господарство
Після банкрутства агрофірми "Нива" поля розпайовані, паї здані в оренду - це і вся економіка села.

## Промисловість
В межах села стабільно приймає Київстар, частково село покрито мережею UMC. Решта комунікацій здійснюються через Попову Греблю.